# Lestes trichonus
Lestes trichonus là loài chuồn chuồn trong họ Lestidae. Loài này được Belle miêu tả khoa học đầu tiên năm 1997.